# Chirurgie digestive

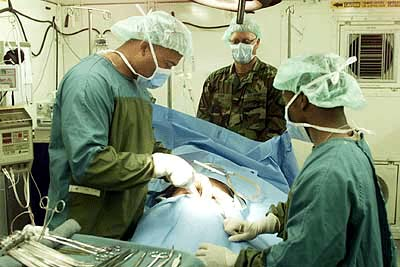
Opération de chirurgie

La chirurgie digestive concerne les interventions réalisées sur l'appareil digestif ciblant l'œsophage, l'estomac, le duodénum, l'intestin grêle, le côlon et le rectum. Le chirurgien digestif réalise aussi des interventions sur les voies biliaires et la vésicule biliaire, le foie, le pancréas, la rate et sur la paroi abdominale, au même titre que la chirurgie de la hernie inguinale, ce qui explique l'intitulé chirurgie viscérale et digestive, le plus fréquemment utilisé en France.
La chirurgie hépatique lourde (et les transplantations) représente une sous-spécialité, essentiellement exercée dans les centres hospitalo-universitaires. De même, les chirurgies pancréatique, œsophagienne et rectale sous-péritonéale tendent à se spécialiser et à être exercée dans des centres experts.

## Différents types d'interventions
L'appendicectomie est actuellement le traitement chirurgical de référence dans la prise en charge de l'appendicite aiguë. Elle constitue l’urgence chirurgicale la plus fréquente : environ 130 000 appendicectomies sont pratiquées chaque année en France, soit 30 % des interventions de chirurgie abdominale.